# Castelbianco
Castelbianco (en ligur Castregianco) és un comune italià, situat a la regió de la Ligúria i a la província de Savona. El 2015 tenia 330 habitants.

## Geografia
Té una superfície de 14,7 km² i les frazioni d'Oresine, Veravo (seu de l'ajuntament), Vesallo i Teccio. Limita amb Arnasco, Erli, Nasino, Onzo, Vendone i Zuccarello.

## Evolució demogràfica
| Gràfica d'evolució de Castelbianco entre 1861 i 2011 |
|                                                      |
| Font: ISTAT                                          |